# Magnus Matell
Magnus Arthur Matell, född den 4 april 1860 i Kärrstorps socken, Malmöhus län, död den 19 april 1914 i Göteborg, var en svensk läkare. Han var far till Mogens Matell.
Mattell blev 1879 student vid Lunds universitet, där han avlade medicine kandidatexamen 1886 och medicine licentiatexamen 1890. Han var förste underläkare vid Lunds asyl 1891–1892 och praktiserande läkare i Göteborg från 1892. Matell vilar i en familjegrav på Östra kyrkogården i Göteborg.